# Jaicko Lawrence

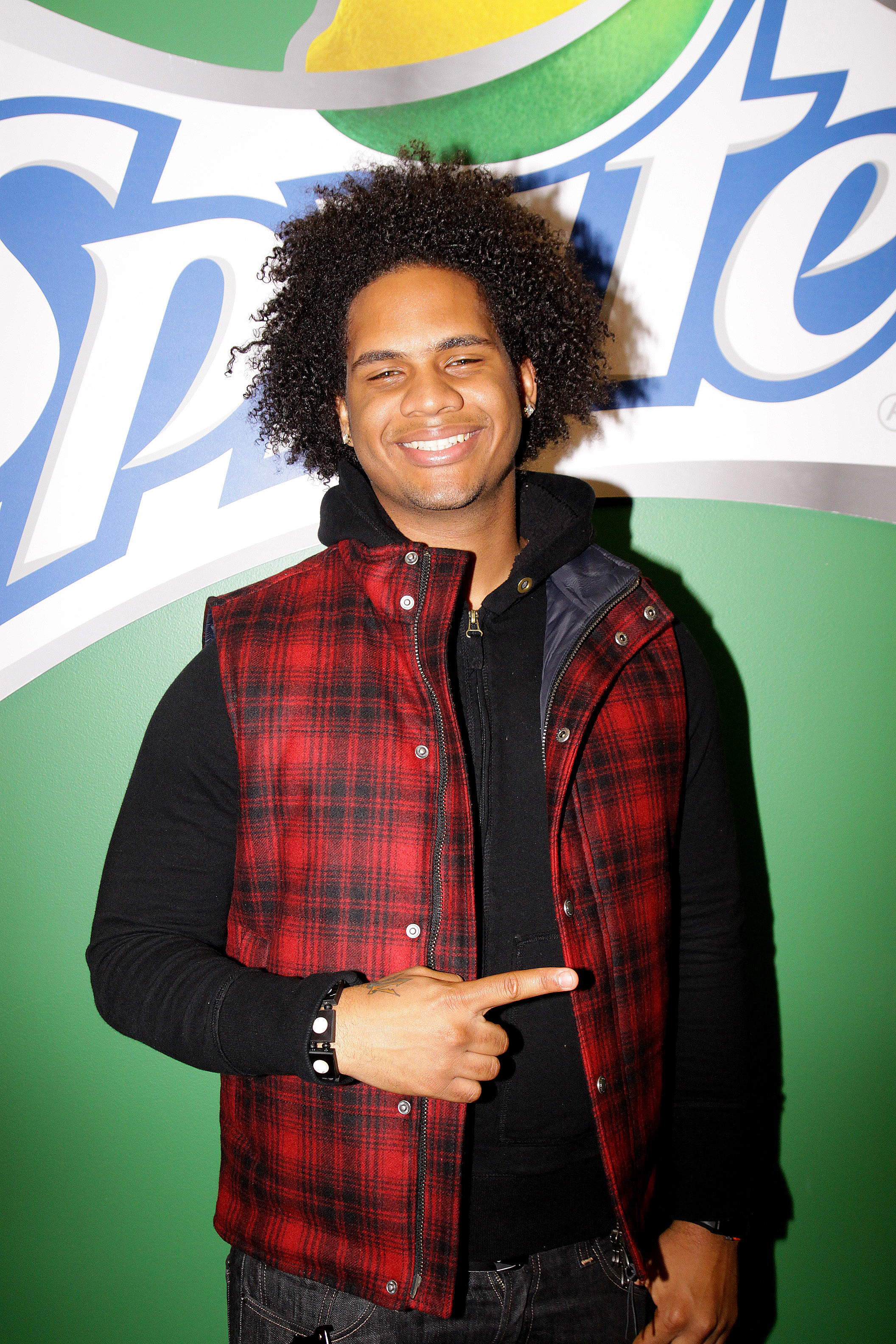
Jaicko in der Kiss-fm SpriteLounge in Chicago

Jaicko Lawrence (* 6. August 1991 in Christ Church, Barbados) ist ein barbadischer R&B und Pop-Musiker. Er feierte in Amerika mit seiner Solo-Single Oh Yeah! erste Erfolge. In Europa schaffte er seinen Durchbruch in Zusammenarbeit mit dem Rapper Carlprit.

## Leben
Jaicko Lawrence wurde in Barbados im Bezirk „Christ Church“ geboren. Bereits in jungen Jahren begann er mit dem Schreiben und Komponieren eigener Lieder. Nachdem er von seiner Schule verwiesen wurde, da er sich nicht an die Regelung einer Schuluniform und eines bestimmten Haarschnitts hielt und somit auch seinen Ausbildungsplatz verlor, begann er von der Musik zu leben. Lawrence war durch dieses Ereignis auf seine Musik angewiesen und beteiligte sich an verschiedenen Wettbewerben. Er eröffnete sämtliche Konzerte, darunter Tourneen von Ne-Yo oder Rihanna, die in seiner Heimat stattfanden. Seine Lieder schrieb er bis zu diesem Zeitpunkt mit seinem Vater, der ihn auch bei seinen Studioaufnahmen unterstützte. Gemeinsam traten sie in verschiedenen Nachtclubs auf. Auf der Videoplattform YouTube lud er seine eigenen Lieder sowie Coverversionen von Künstlern hoch, die ihn auch außerhalb von Barbados bekannt machten. Im Jahre 2006 wurde daraufhin das Plattenlabel Capitol Records auf ihn aufmerksam und er unterschrieb im November 2006 dort einen Plattenvertrag.
Bereits kurz nach seinem Vertrag begann er mit den Arbeiten an seinem ersten Studioalbum. Er arbeitete mit Produzenten wie The Stereotypes (Produktionen für Tupac Shakur und Chris Brown), dem Produzenten- und Songwritertrio Stargate (Produktionen für Beyoncé Knowles und Rihanna) sowie mit dem Produzenten Jim Jonsin (Produktionen mit Pitbull und Eminem). Das Album wurde am 1. Juni 2010 unter dem Namen Can I veröffentlicht. Allein in seiner Heimat Barbados verkaufte sich das Album über 6.000 mal. Als erste Single-Auskopplung erschien bereits vorab der Song Oh Yeah am 28. August 2009 über EMI-Music, einer Tochterfirma von Universal Music. Jedoch erschien die Original-Version lediglich als B-Seite. Titelsong war ein Remix in Zusammenarbeit mit dem US-amerikanischen Rapper Snoop Dogg. Der Titel wurde zu einem Erfolg. Das offizielle Musikvideo wurde bis heute über eine Million Mal aufgerufen. Das Lied erreichte ebenfalls Chartplatzierungen in Japan sowie in Kanada. Des Weiteren konnte der Track bis auf Platz zwei der US-amerikanischen „Bubbling Under R&B/Hip-Hop Singles“ vorrücken. Als zweites wurde das Lied FFW (Fast Forward) ausgekoppelt. Das Lied konnte zwar keine Chartplatzierungen erreichen, dennoch war es auf verschiedenen Samplern vorhanden, darunter NOW! Vol. 33 (vgl. Bravo Hits 68). Ebenfalls wurde zum Lied Can I ein Musikvideo gedreht. Als Single wurde das Lied nicht ausgekoppelt.
Während der Veröffentlichungen und Erfolge seines Debütalbums wurde er nach und nach für sechs „Barbados Music Awards“ nominiert, darunter „Best-Pop-Single“, „Pop/R&B Artist Of The Year“, „Songwriter Of The Year“ und ist für die Auszeichnung „Album Of The Year“ 2008. In der Kategorie „Bestes Album“ konnte er gewinnen.
Im Jahre 2012 veröffentlichte Jaicko über sein eigenes Label ein Misxtape mit dem Namen Gentlemen Don’t Survive, das zum kostenlosen Download freigegeben wurde. Es enthält zehn Titel. Unabhängig von dem Mixtape erschien 2013 seine dritte Single. Sie trägt den Namen Perfect Love. Jedoch erschien der Track nicht über Universal Music, sondern über das Independent-Label Dynasty Records. Erfolg konnte der Track nicht verbuchen.
2014 wurde Lawrence vom Plattenlabel Sony Music Entertainment aufgenommen. Er arbeitete daraufhin mit verschiedenen Künstlern, die bei Sony unter Vertrag stehen zusammen. Im Februar 2014 veröffentlichte Jaicko in Zusammenarbeit mit dem deutsch-simbabwesischen Rapper Carlprit das Lied Remember to Forget, das bereits nach einer Woche die deutschen, österreichischen und Schweizer Single-Charts erreichte. Daraufhin folgte eine Kollaboration mit dem deutschen DJ und Produzenten Marc Korn. Das Lied trägt den Namen More than Enough, dessen Titeltrack von dem deutschen House-Projekt Bodybangers gemixt wurde. Eine Zusammenarbeit mit den Bodybangers und dem deutschen Rapper TomE folgte. Mit ihnen erschien im April 2014 das Lied Love Come Down. Im Herbst 2014 beschloss Jaicko einen weiteren Track mit dem Rapper Carlprit aufzunehmen. Gemeinsam schrieben sie das Lied Only Get Better, das am 7. November 2014 veröffentlicht wurde. Zurzeit lebt Jaicko Lawrence in New York.

### Pseudonym
Jaicko Lawrence verwendet selbst sowie auch als Gastmusiker verschiedene Ausführungen seines Namens. Teilweise werden Singles unter seinem ganzen Namen, teilweise aber auch nur unter seinem Vornamen Jaicko veröffentlicht. Auf seinen Singlecovern war zu Beginn seiner Karriere, in kleiner Schrift neben seinem Namen, die Signatur Jay-Ko abgebildet, um die richtige Aussprache herbeizurufen.

## Diskografie

### Studioalben
| Jahr | Titel Musiklabel | Höchstplatzierung, Gesamtwochen, AuszeichnungChartplatzierungen (Jahr, Titel, Musiklabel, Platzierungen, Wochen, Auszeichnungen, Anmerkungen) | Höchstplatzierung, Gesamtwochen, AuszeichnungChartplatzierungen (Jahr, Titel, Musiklabel, Platzierungen, Wochen, Auszeichnungen, Anmerkungen) | Höchstplatzierung, Gesamtwochen, AuszeichnungChartplatzierungen (Jahr, Titel, Musiklabel, Platzierungen, Wochen, Auszeichnungen, Anmerkungen) | Höchstplatzierung, Gesamtwochen, AuszeichnungChartplatzierungen (Jahr, Titel, Musiklabel, Platzierungen, Wochen, Auszeichnungen, Anmerkungen) | Anmerkungen                         |
| Jahr | Titel Musiklabel | DE | AT | CH | CA | Anmerkungen                         |
| ---- | ---------------- | --- | --- | --- | --- | ----------------------------------- |
| 2010 | Can I… EMI Group | — | — | — | — | Erstveröffentlichung: 21. Juni 2010 |

### Mixtapes
| Jahr | Titel Musiklabel                             | Anmerkungen                                             |
| ---- | -------------------------------------------- | ------------------------------------------------------- |
| 2012 | Gentlemen Don’t Survive Jaicko Entertainment | Erstveröffentlichung: 14. Mai 2012 kostenloser Download |

### Singles
| Jahr | Titel Album        | Höchstplatzierung, Gesamtwochen, AuszeichnungChartplatzierungen (Jahr, Titel, Album, Platzierungen, Wochen, Auszeichnungen, Anmerkungen) | Höchstplatzierung, Gesamtwochen, AuszeichnungChartplatzierungen (Jahr, Titel, Album, Platzierungen, Wochen, Auszeichnungen, Anmerkungen) | Höchstplatzierung, Gesamtwochen, AuszeichnungChartplatzierungen (Jahr, Titel, Album, Platzierungen, Wochen, Auszeichnungen, Anmerkungen) | Höchstplatzierung, Gesamtwochen, AuszeichnungChartplatzierungen (Jahr, Titel, Album, Platzierungen, Wochen, Auszeichnungen, Anmerkungen) | Anmerkungen                                            |
| Jahr | Titel Album        | DE | AT | CH | CA | Anmerkungen                                            |
| ---- | ------------------ | --- | --- | --- | --- | ------------------------------------------------------ |
| 2009 | Oh Yeah Can I…     | — | — | — | CA77 (4 Wo.)CA | Erstveröffentlichung: 28. August 2009 feat. Snoop Dogg |
| 2014 | Remember to Forget | DE46 (3 Wo.)DE | AT64 (3 Wo.)AT | CH61 (1 Wo.)CH | — | Erstveröffentlichung: 31. Januar 2014 mit Carlprit     |
| 2015 | Good To Be Loved   | DE49 (9 Wo.)DE | — | — | — | Erstveröffentlichung: 22. Mai 2015 mit M-22            |

### Als Autor
| Jahr | Titel Album              | Höchstplatzierung, Gesamtwochen, AuszeichnungChartplatzierungen (Jahr, Titel, Album, Platzierungen, Wochen, Auszeichnungen, Anmerkungen) | Höchstplatzierung, Gesamtwochen, AuszeichnungChartplatzierungen (Jahr, Titel, Album, Platzierungen, Wochen, Auszeichnungen, Anmerkungen) | Höchstplatzierung, Gesamtwochen, AuszeichnungChartplatzierungen (Jahr, Titel, Album, Platzierungen, Wochen, Auszeichnungen, Anmerkungen) | Höchstplatzierung, Gesamtwochen, AuszeichnungChartplatzierungen (Jahr, Titel, Album, Platzierungen, Wochen, Auszeichnungen, Anmerkungen) | Anmerkungen                                               |
| Jahr | Titel Album              | DE | AT | CH | CA | Anmerkungen                                               |
| ---- | ------------------------ | --- | --- | --- | --- | --------------------------------------------------------- |
| 2015 | Holiday Provocateur      | DE18 Gold · (16 Wo.)DE | AT9 (16 Wo.)AT | CH8 (13 Wo.)CH | — | Erstveröffentlichung: 3. Juli 2015 DJ Antoine & Akon      |
| 2016 | Weekend Love Provocateur | DE85 (1 Wo.)DE | AT71 (1 Wo.)AT | CH23 (2 Wo.)CH | — | Erstveröffentlichung: 18. März 2016 DJ Antoine & Jay Sean |

#### Weitere Veröffentlichungen
- 2010: Fast Forward
- 2013: Perfect Love
- 2014: More Than Enough (mit Marc Korn)
- 2014: Love Come Down (mit Bodybangers & TomE)
- 2015: Used To Love Me
- 2015: Shine On (mit Jens Kindervater)
- 2016: Pink Rose (mit DJ Antoine)
- 2016: What Do I Do (mit DJ Antoine)
- 2016: Keep On Falling (mit DJ Antoine & Jay Sean)
- 2016: Explode (mit DJ Antoine vs. Mad Mark)

## Auszeichnungen
| Jahr | Event                 | Kategorie                    | Nominiertes Werk | Ergebnis  |
| ---- | --------------------- | ---------------------------- | ---------------- | --------- |
| 2008 | Barbados Music Awards | „Best-Pop-Single“            | Oh Yeah          | Nominiert |
| 2008 | Barbados Music Awards | „Pop/R&B Artist Of The Year“ | Jaicko Lawrence  | Nominiert |
| 2008 | Barbados Music Awards | „Songwriter Of The Year“     | Jaicko Lawrence  | Nominiert |
| 2008 | Barbados Music Awards | „Album Of The Year“          | Can I…           | Gewonnen  |